# Pospólstwo

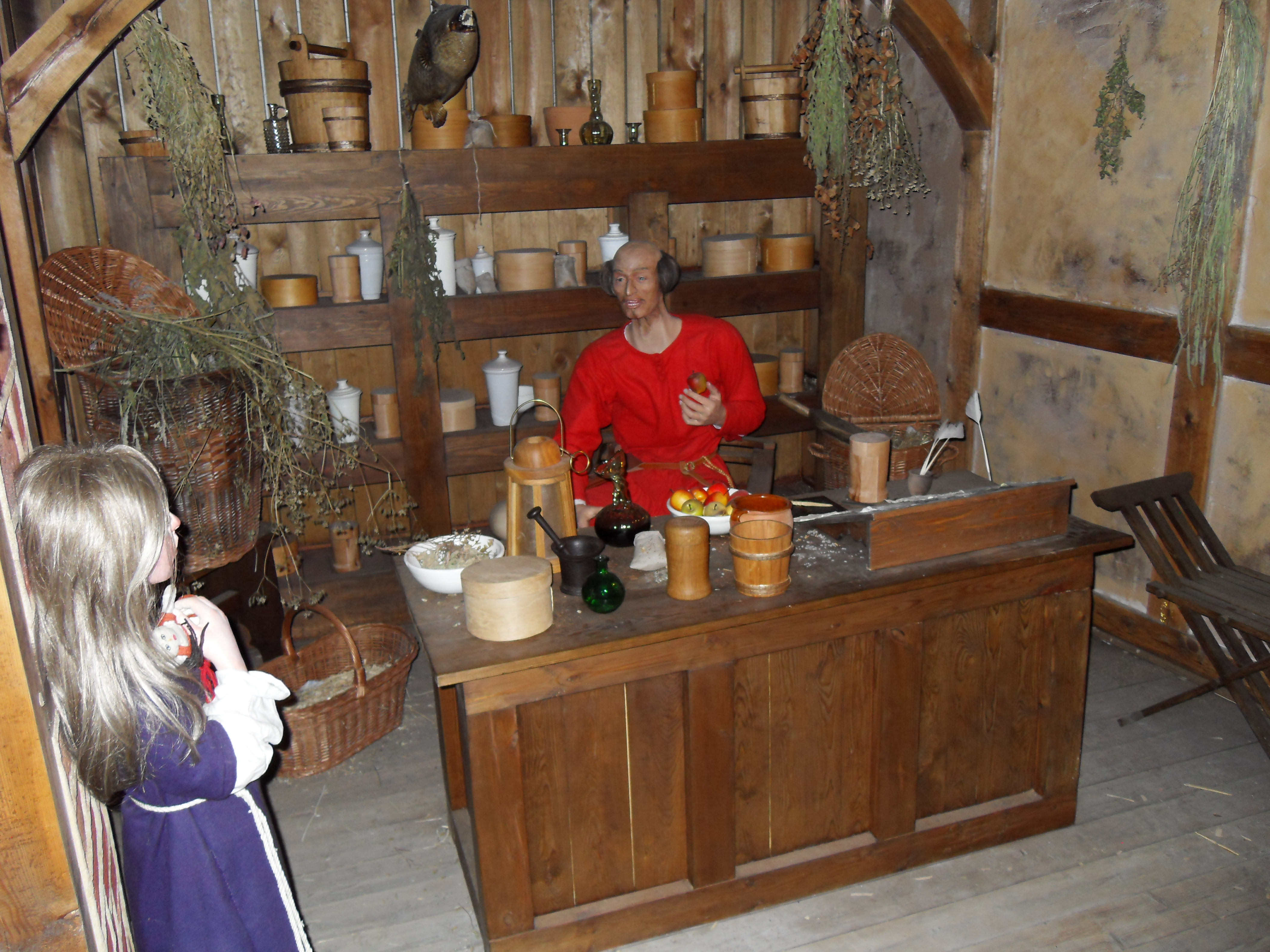
Inscenizacja życia pospólstwa

Pospólstwo – warstwa społeczna zamieszkująca miasta w okresie średniowiecza, średniozamożni rzemieślnicy, drobni kupcy i kramarze. Pospólstwo posiadało prawo miejskie, jednak patrycjat nie dopuszczał go do piastowania urzędów w mieście. Pospólstwo walczyło o wpływy w radach miejskich i w XV–XVI wieku w niektórych miastach uzyskało reprezentacje.
Jedna z trzech grup obok plebsu i patrycjatu tworząca mieszczaństwo.
Zakładali oni specjalne organizacje zwane cechami, skupiające specjalistów w danym zawodzie.